# منشور آزادی
منشور آزادی (به انگلیسی: The Constitution of Liberty) کتابی نوشته فردریش هایک است که در سال ۱۹۶۰ توسط انتشارات دانشگاه شیکاگو منتشر شد. بسیاری از محققین منشور آزادی را مهم‌ترین اثر هایک دانسته‌اند.

## فصل‌ها
- مقدمه

### قسمت اول – ارزش آزادی
1. آزادی و انواع آزادی‌ها
2. قدرت خلاق یک تمدن
3. حس مشترک پیشرفت
4. رهایی، عقل و سنت
5. مسئولیت و آزادی
6. برابری، ارزش، و شایستگی
7. اکثریت قاعده
8. استخدام و استقلال

### قسمت دوم – آزادی و قانون
1. اجبار و دولت
2. قانون، دستورات و نظم
3. خاستگاه حاکمیت قانون
4. مشارکت آمریکا: مشروطیت
5. لیبرالیسم و مدیریت: حاکمیت قانون
6. پادمان‌های آزادی فردی
7. سیاست اقتصادی و حاکمیت قانون
8. زوال قانون

### قسمت سوم – آزادی در دولت رفاه
1. افول سوسیالیسم و ظهور دولت رفاه
2. اتحادیه‌های کارگری و استخدام
3. تأمین اجتماعی
4. مالیات و بازتوزیع درآمد و ثروت
5. چارچوب پولی
6. مسکن و شهرسازی
7. کشاورزی و منابع طبیعی
8. آموزش و پژوهش

پس‌نویس: چرا من محافظه‌کار نیستم

## بازتاب‌ها
منشور آزادی به‌طور قابل توجهی در جلسه سیاست حزب محافظه‌کار بریتانیا مورد توجه قرار گرفت و توسط مارگارت تاچر بر روی میز کوبیده شد که طبق گزارش‌ها، او سخنرانی را قطع کرد تا با اشاره به کتاب نشان دهد که «این همان چیزی است که ما معتقدیم».
منشور آزادی در فهرست ۱۰۰ تا از بهترین کتاب‌های غیرداستانی قرن بیستم که توسط نشریه نشنال ریویو گردآوری شده در رتبه نهم قرار گرفت.